# Бахарев, Александр Петрович

Александр Петрович Бахарев — специалист в области радиолокации, лауреат Сталинской премии (1952).

## Биография
Родился 19.11.1911 г. в д. Борки Вышне-Волоцкого уезда Тверской губернии.
Окончил Ленинградский электротехнический институт связи (1937).
С 1939 г. на военной службе. Участник Финской войны и Великой Отечественной войны (танковые войска). Инженер-майор (1943), инженер-подполковник (1945), инженер-полковник (1950).
После войны служил в НИМРИ ВМФ, с 1949 г. начальник лаборатории. С 1950 г. в НИИ-6 ВМФ: зам. начальника отдела, с 1953 г. зам. начальника отдела.
С 1955 г. в запасе, сначала работал там же в прежней должности, с 1956 г. — в 14 НИИ ВМФ (НИЦ РЭВ ВМФ — ФИЛИАЛ ФГУ 24 ЦНИИ Минобороны России) (г. Пушкин Ленинградской области).

## Награды и звания
- Сталинская премия 3 степени (1952);
- Орден Отечественной войны I степени;
- Орден Красной Звезды;
- Медаль «За оборону Ленинграда».